# 664
664 (DCLXIV) fue un año bisiesto comenzado en lunes del calendario juliano, en vigor en aquella fecha.

## Acontecimientos
- Sínodo de Whitby, reunión de monjes cristianos irlandeses y romanos, junto a autoridades políticas en la que se definió la dirección religiosa que a tomar en el conflicto planteado entre el cristianismo de los monjes irlandeses y el de los romanos.

## Fallecimientos
- Adeodato de Canterbury, arzobispo.